# Empoli Football Club 2015-2016
Questa voce raccoglie le informazioni riguardanti l'Empoli Football Club nelle competizioni ufficiali della stagione 2015-2016.

## Stagione
Nella stagione 2015-2016 l'Empoli allenato da Marco Giampaolo disputa il massimo campionato, raccoglie 46 punti con il decimo posto finale. Ottimo il girone di andata con 30 punti messi in cascina, meno buono il girone di ritorno con un bottino di soli 16 punti. Comunque un tranquillo campionato ed una salvezza raggiunta con due giornate di anticipo. Con 13 reti Massimo Maccarone è l'empolese più prolifico. Subito fuori nella Coppa Italia Tim Cup nel terzo turno (0-1) con il Vicenza.

## Divise e sponsor
Lo sponsor tecnico per la stagione 2015-2016 è Joma. Il primo sponsor è Gensan, azienda di integratori proteici e sportivi, mentre il secondo e il terzo sponsor sono rispettivamente Computer Gross e Giletti Filati.
| Casa | Trasferta | Terza Divisa |

## Organigramma societario
Area direttiva
- Presidente: Fabrizio Corsi
- Amministratore delegato: Francesco Ghelfi
- Consigliere: Fabrizio Faraoni
- Collegio sindacale: Pier Giovanni Baldini, Aldo Lolli, Cristiano Baldini
- Direttore sportivo: Marcello Carli
- Segretario generale: Stefano Calistri
- Team manager: Pietro Accardi
- Segretario sportivo: Graziano Billocci
- Responsabile settore giovanile: Marco Bertelli
- Segretario settore giovanile: Debora Catastini

Area comunicazione
- Responsabile area comunicazione: Michele Haimovici
- Vice responsabile ufficio comunicazione: Marco Patrinostro
- Ufficio comunicazione: Luca Casamonti
- Collaboratori: Alberto Ballerini, Davide Vitale
- Responsabili ufficio marketing: Gianmarco Lupi, Rebecca Corsi
- Responsabile biglietteria ufficio accrediti: Francesco Assirelli
- Delegato alla sicurezza: Giuseppe Spazzoni

Area tecnica
- Allenatore: Marco Giampaolo
- Allenatore in seconda: Giovanni Martusciello
- Collaboratore tecnico: Andrea Cupi
- Preparatore dei portieri: Mauro Marchisio
- Preparatore atletici: Roberto Peressutti, Claudio Selmi
- Magazzinieri: Giancarlo Fontanelli, Riccardo Nacci

Area sanitaria
- Recupero infortunati: Diego Geminiani
- Medici sociali: Francesco Ammannati
- Massofisioterapisti: Simone Capaccioli, Fabrizio Calattini, Paolo Marrucci

## Rosa
Rosa e numerazioni sono aggiornate all'11 gennaio 2016.
| N. |                      | Ruolo | Calciatore                   |
| -- | -------------------- | ----- | ---------------------------- |
| 1  | Italia (bandiera)    | P     | Maurizio Pugliesi            |
| 2  | Francia (bandiera)   | D     | Vincent Laurini              |
| 3  | Italia (bandiera)    | D     | Marco Zambelli               |
| 4  | Albania (bandiera)   | D     | Kastriot Dermaku             |
| 5  | Italia (bandiera)    | C     | Riccardo Saponara            |
| 6  | Italia (bandiera)    | D     | Luca Bittante                |
| 7  | Italia (bandiera)    | A     | Massimo Maccarone (capitano) |
| 8  | Venezuela (bandiera) | C     | Franco Signorelli            |
| 9  | Georgia (bandiera)   | A     | Levan Mch'edlidze            |
| 11 | Italia (bandiera)    | C     | Daniele Croce                |
| 12 | Brasile (bandiera)   | C     | Ronaldo                      |
| 13 | Italia (bandiera)    | C     | Raffaele Maiello             |
| 14 | Senegal (bandiera)   | C     | Assane Dioussé               |
| 15 | Italia (bandiera)    | D     | Andrea Costa                 |
| 17 | Polonia (bandiera)   | C     | Piotr Zieliński              |

| N. |                                 | Ruolo | Calciatore         |
| -- | ------------------------------- | ----- | ------------------ |
| 19 | Italia (bandiera)               | D     | Federico Barba     |
| 20 | Italia (bandiera)               | A     | Manuel Pucciarelli |
| 21 | Portogallo (bandiera)           | D     | Mário Rui          |
| 22 | Italia (bandiera)               | A     | Alessandro Piu     |
| 23 | Italia (bandiera)               | P     | Alberto Pelagotti  |
| 24 | Serbia (bandiera)               | D     | Uroš Ćosić         |
| 26 | Italia (bandiera)               | D     | Lorenzo Tonelli    |
| 28 | Polonia (bandiera)              | P     | Łukasz Skorupski   |
| 31 | Italia (bandiera)               | D     | Michele Camporese  |
| 32 | Argentina (bandiera)            | C     | Leandro Paredes    |
| 33 | Bosnia ed Erzegovina (bandiera) | C     | Rade Krunić        |
| 39 | Croazia (bandiera)              | A     | Marko Livaja       |
| 52 | Italia (bandiera)               | D     | Diego Borghini     |
| 77 | Liechtenstein (bandiera)        | C     | Marcel Büchel      |

## Calciomercato

### Sessione estiva
| Acquisti | Acquisti                | Acquisti     | Acquisti                   |
| R.       | Nome                    | da           | Modalità                   |
| -------- | ----------------------- | ------------ | -------------------------- |
| P        | Alberto Pelagotti       | Pisa         | fine prestito              |
| P        | Łukasz Skorupski        | Roma         | prestito biennale          |
| D        | Federico Barba          | Roma         | riscatto intero cartellino |
| D        | Luca Bittante           | Fiorentina   | definitivo                 |
| D        | Michele Camporese       | Fiorentina   | definitivo                 |
| D        | Francesco Colombini     | Tuttocuoio   | definitivo                 |
| D        | Uroš Ćosić              | Pescara      | definitivo                 |
| D        | Andrea Costa            |              | svincolato                 |
| D        | Kastriot Dermaku        | Melfi        | definitivo                 |
| D        | Luca Martinelli         | Novara       | definitivo                 |
| D        | Marco Zambelli          |              | svincolato                 |
| C        | Marcel Büchel           | Juventus     | prestito                   |
| C        | Rade Krunić             | Borac Čačak  | definitivo                 |
| C        | Raffaele Maiello        | Napoli       | prestito biennale          |
| C        | Leandro Paredes         | Roma         | prestito                   |
| C        | Ronaldo Pompeu da Silva | Pro Vercelli | fine prestito              |
| C        | Riccardo Saponara       | Milan        | riscatto intero cartellino |
| C        | Piotr Zieliński         | Udinese      | prestito                   |
| A        | Marko Livaja            | Rubin        | prestito                   |
| A        | Sebastián Sosa Sánchez  | Vllaznia     | fine prestito              |

| Cessioni | Cessioni          | Cessioni   | Cessioni          |
| R.       | Nome              | a          | Modalità          |
| -------- | ----------------- | ---------- | ----------------- |
| P        | Davide Bassi      |            | svincolato        |
| P        | Luigi Sepe        | Napoli     | fine prestito     |
| D        | Andrea Gemignani  | Pontedera  | prestito biennale |
| D        | Elseid Hysaj      | Napoli     | definitivo        |
| D        | Luca Martinelli   | Messina    | definitivo        |
| D        | Daniele Rugani    | Juventus   | fine prestito     |
| D        | Michele Somma     | Roma       | fine prestito     |
| D        | Matías Vecino     | Fiorentina | fine prestito     |
| C        | Joshua Brillante  | Fiorentina | fine prestito     |
| C        | Tiberio Guarente  |            | svincolato        |
| C        | Franco Signorelli | Ternana    | prestito          |
| C        | Mirko Valdifiori  | Napoli     | definitivo        |
| C        | Simone Verdi      | Torino     | fine prestito     |
| A        | Francesco Tavano  |            | svincolato        |

### Serie A

#### Girone di andata
| Arbitro: | Mariani (Aprilia) |

|             |           |                                       |
| Saponara 7’ | Marcatori | 55’ Meggiorini 60’ Birsa 64’ Paloschi |

| Arbitro: | Giacomelli (Trieste) |

|                            |           |              |
| Bacca 16’ Luiz Adriano 69’ | Marcatori | 20’ Saponara |

| Arbitro: | Banti (Livorno) |

|                             |           |                      |
| Saponara 3’ Pucciarelli 18’ | Marcatori | 7’ Insigne 50’ Allan |

| Arbitro: | Fabbri (Ravenna) |

|            |           |                             |
| Zapata 19’ | Marcatori | 73’ Paredes 90+2’ Maccarone |

| Arbitro: | Gavillucci (Latina) |

|  |           |           |
|  | Marcatori | 31’ Tolói |

| Arbitro: | Guida (Torre Annunziata) |

|                  |           |  |
| Dionisi 58’, 71’ | Marcatori |  |

| Arbitro: | Calvarese (Teramo) |

|               |           |  |
| Maccarone 88’ | Marcatori |  |

| Arbitro: | Giacomelli (Trieste) |

|                                   |           |            |
| Pjanić 56’ De Rossi 59’ Salah 69’ | Marcatori | 75’ Büchel |

| Arbitro: | Celi (Bari) |

|                          |           |  |
| Krunić 44’ Zieliński 57’ | Marcatori |  |

| Arbitro: | Cervellera (Taranto) |

|          |           |                 |
| Éder 67’ | Marcatori | 60’ Pucciarelli |

| Arbitro: | Di Bello (Brindisi) |

|  |           |              |
|  | Marcatori | 53’ Saponara |

| Arbitro: | Massa (Imperia) |

|               |           |                                   |
| Maccarone 19’ | Marcatori | 32’ Mandžukić 38’ Evra 84’ Dybala |

| Arbitro: | Banti (Livorno) |

|                  |           |                       |
| Kalinić 56’, 61’ | Marcatori | 18’ Livaja 27’ Büchel |

| Arbitro: | Fabbri (Ravenna) |

|            |           |  |
| Tonelli 5’ | Marcatori |  |

| Arbitro: | Tagliavento (Terni) |

|  |           |           |
|  | Marcatori | 61’ Costa |

| Arbitro: | Cervellera (Taranto) |

|                                 |           |  |
| Maccarone 46’, 61’ Saponara 51’ | Marcatori |  |

| Arbitro: | Mariani (Aprilia) |

|                        |           |                                    |
| Brienza 36’ Destro 45’ | Marcatori | 24’ Pucciarelli 42’, 48’ Maccarone |

| Arbitro: | Celi (Bari) |

|  |           |              |
|  | Marcatori | 45+1’ Icardi |

| Arbitro: | Gervasoni (Mantova) |

|  |           |               |
|  | Marcatori | 56’ Maccarone |

#### Girone di ritorno
| Arbitro: | Abisso (Palermo) |

|             |           |             |
| Paloschi 7’ | Marcatori | 47’ Tonelli |

| Arbitro: | Russo (Nola) |

|                             |           |                          |
| Zieliński 32’ Maccarone 61’ | Marcatori | 8’ Bacca 48’ Bonaventura |

| Arbitro: | Massa (Imperia) |

|                                                                |           |             |
| Higuaín 33’ Insigne 37’ Camporese 51’ (aut.) Callejón 83’, 88’ | Marcatori | 28’ Paredes |

| Arbitro: | Abbattista (Molfetta) |

|                 |           |            |
| Pucciarelli 90’ | Marcatori | 23’ Zapata |

| Bergamo 7 febbraio 2016, ore 18:00 CET 24ª giornata | Atalanta         | 0 – 0 referto | Empoli | Stadio Atleti Azzurri d'Italia (12.352 spett.)\| Arbitro: \| Fabbri (Ravenna) \| |
| Arbitro:                                            | Fabbri (Ravenna) |               |        |                                                                                  |

| Arbitro: | Di Bello (Brindisi) |

|               |           |                         |
| Maccarone 59’ | Marcatori | 17’, 73’ (rig.) Ciofani |

| Arbitro: | Valeri (Roma 2) |

|                             |           |                                    |
| Berardi 41’ Defrel 48’, 50’ | Marcatori | 36’ Zieliński 70’ (rig.) Maccarone |

| Arbitro: | Gervasoni (Mantova) |

|                      |           |                                |
| Zukanović 22’ (aut.) | Marcatori | 5’, 74’ El Shaarawy 27’ Pjanić |

| Arbitro: | Mariani (Aprilia) |

|            |           |  |
| Rigoni 48’ | Marcatori |  |

| Arbitro: | Fabbri (Ravenna) |

|             |           |                  |
| Laurini 82’ | Marcatori | 42’ Quagliarella |

| Empoli 19 marzo 2016, ore 18:00 CET 30ª giornata | Empoli          | 0 – 0 referto | Palermo | Stadio Carlo Castellani (8.597 spett.)\| Arbitro: \| Massa (Imperia) \| |
| Arbitro:                                         | Massa (Imperia) |               |         |                                                                         |

| Arbitro: | Calvarese (Teramo) |

|               |           |  |
| Mandžukić 44’ | Marcatori |  |

| Arbitro: | Damato (Barletta) |

|                               |           |  |
| Pucciarelli 41’ Zieliński 88’ | Marcatori |  |

| Arbitro: | Cervellera (Taranto) |

|                              |           |  |
| Candreva 6’ (rig.) Onazi 44’ | Marcatori |  |

| Arbitro: | Serra (Torino) |

|               |           |  |
| Maccarone 51’ | Marcatori |  |

| Arbitro: | Valeri (Roma 2) |

|             |           |  |
| Lasagna 85’ | Marcatori |  |

| Empoli 1º maggio 2016, ore 15:00 CEST 36ª giornata | Empoli          | 0 – 0 referto | Bologna | Stadio Carlo Castellani (9.727 spett.)\| Arbitro: \| Chiffi (Padova) \| |
| Arbitro:                                           | Chiffi (Padova) |               |         |                                                                         |

| Arbitro: | Di Bello (Brindisi) |

|                        |           |                 |
| Icardi 12’ Perišić 40’ | Marcatori | 37’ Pucciarelli |

| Arbitro: | Saia (Palermo) |

|                             |           |         |
| Maccarone 13’ Zieliński 54’ | Marcatori | 56’ Obi |

### Coppa Italia

#### Turni preliminari
| Arbitro: | Cervellera (Taranto) |

|  |           |           |
|  | Marcatori | 54’ Gatto |

## Statistiche

### Statistiche di squadra
| Competizione | Punti | In casa | In casa | In casa | In casa | In casa | In casa | In trasferta | In trasferta | In trasferta | In trasferta | In trasferta | In trasferta | Totale | Totale | Totale | Totale | Totale | Totale | DR  |
| Competizione | Punti | G       | V       | N       | P       | Gf      | Gs      | G            | V            | N            | P            | Gf           | Gs           | G      | V      | N      | P      | Gf     | Gs     | DR  |
| ------------ | ----- | ------- | ------- | ------- | ------- | ------- | ------- | ------------ | ------------ | ------------ | ------------ | ------------ | ------------ | ------ | ------ | ------ | ------ | ------ | ------ | --- |
| Serie A      | 46    | 19      | 7       | 6       | 6       | 22      | 20      | 19           | 5            | 4            | 10           | 18           | 29           | 38     | 12     | 10     | 16     | 40     | 49     | -9  |
| Coppa Italia | -     | 1       | 0       | 0       | 1       | 0       | 1       | 0            | 0            | 0            | 0            | 0            | 0            | 1      | 0      | 0      | 1      | 0      | 1      | -1  |
| Totale       | -     | 20      | 7       | 6       | 7       | 22      | 21      | 19           | 5            | 4            | 10           | 18           | 29           | 39     | 12     | 10     | 17     | 40     | 50     | -10 |

### Andamento in campionato
| Giornata  | 1  | 2  | 3  | 4  | 5  | 6  | 7  | 8  | 9  | 10 | 11 | 12 | 13 | 14 | 15 | 16 | 17 | 18 | 19 | 20 | 21 | 22 | 23 | 24 | 25 | 26 | 27 | 28 | 29 | 30 | 31 | 32 | 33 | 34 | 35 | 36 | 37 | 38 |
| --------- | -- | -- | -- | -- | -- | -- | -- | -- | -- | -- | -- | -- | -- | -- | -- | -- | -- | -- | -- | -- | -- | -- | -- | -- | -- | -- | -- | -- | -- | -- | -- | -- | -- | -- | -- | -- | -- | -- |
| Luogo     | C  | T  | C  | T  | C  | T  | C  | T  | C  | T  | T  | C  | T  | C  | T  | C  | T  | C  | T  | T  | C  | T  | C  | T  | C  | T  | C  | T  | C  | C  | T  | C  | T  | C  | T  | C  | T  | C  |
| Risultato | P  | P  | N  | V  | P  | P  | V  | P  | V  | N  | V  | P  | N  | V  | V  | V  | V  | P  | V  | N  | N  | P  | N  | N  | P  | P  | P  | P  | N  | N  | P  | V  | P  | V  | P  | N  | P  | V  |
| Posizione | 18 | 18 | 17 | 14 | 14 | 17 | 16 | 17 | 15 | 13 | 12 | 13 | 11 | 11 | 9  | 9  | 8  | 8  | 7  | 8  | 8  | 9  | 8  | 8  | 9  | 10 | 11 | 11 | 11 | 11 | 14 | 11 | 12 | 11 | 11 | 11 | 12 | 10 |

Fonte:  Serie A – Classifiche, su sport.sky.it, Sky Sport. URL consultato il 20 settembre 2015 (archiviato dall'url originale il 26 agosto 2015).
Legenda:

Luogo: C = Casa; T = Trasferta. Risultato: V = Vittoria; N = Pareggio; P = Sconfitta.

### Statistiche dei giocatori
Sono in corsivo i calciatori che hanno lasciato la società a stagione in corso.
| Giocatore      | Serie A  | Serie A | Serie A     | Serie A    | Coppa Italia | Coppa Italia | Coppa Italia | Coppa Italia | Totale   | Totale | Totale      | Totale     |
| Giocatore      | Presenze | Reti    | Ammonizioni | Espulsioni | Presenze     | Reti         | Ammonizioni  | Espulsioni   | Presenze | Reti   | Ammonizioni | Espulsioni |
| -------------- | -------- | ------- | ----------- | ---------- | ------------ | ------------ | ------------ | ------------ | -------- | ------ | ----------- | ---------- |
| L. Ariaudo     | 5        | 0       | 0           | 0          | -            | -            | -            | -            | 5        | 0      | 0           | 0          |
| F. Barba       | 10       | 0       | 3           | 0          | 1            | 0            | 0            | 0            | 11       | 0      | 3           | 0          |
| L. Bittante    | 16       | 0       | 0           | 0          | 1            | 0            | 0            | 0            | 17       | 0      | 0           | 0          |
| J. Brillante   | 0        | 0       | 0           | 0          | 0            | 0            | 0            | 0            | 0        | 0      | 0           | 0          |
| M. Büchel      | 28       | 2       | 10          | 0          | -            | -            | -            | -            | 28       | 2      | 10          | 0          |
| M. Camporese   | 2        | 0       | 0           | 0          | 0            | 0            | 0            | 0            | 2        | 0      | 0           | 0          |
| R. Chanturia   | 0        | 0       | 0           | 0          | -            | -            | -            | -            | 0        | 0      | 0           | 0          |
| U. Ćosić       | 9        | 0       | 4           | 0          | -            | -            | -            | -            | 9        | 0      | 4           | 0          |
| A. Costa       | 24       | 1       | 4           | 0          | 0            | 0            | 0            | 0            | 24       | 1      | 4           | 0          |
| D. Croce       | 28       | 0       | 3           | 0          | 1            | 0            | 0            | 0            | 29       | 0      | 3           | 0          |
| S. Damiani     | 0        | 0       | 0           | 0          | -            | -            | -            | -            | 0        | 0      | 0           | 0          |
| K. Dermaku     | 0        | 0       | 0           | 0          | -            | -            | -            | -            | 0        | 0      | 0           | 0          |
| A. Dioussé     | 15       | 0       | 2           | 1          | 1            | 0            | 0            | 0            | 16       | 0      | 2           | 1          |
| T. Fantacci    | 0        | 0       | 0           | 0          | -            | -            | -            | -            | 0        | 0      | 0           | 0          |
| A. Giacomel    | 0        | 0       | 0           | 0          | -            | -            | -            | -            | 0        | 0      | 0           | 0          |
| R. Krunić      | 15       | 1       | 3           | 0          | 1            | 0            | 0            | 0            | 16       | 1      | 3           | 0          |
| V. Laurini     | 25       | 1       | 5           | 0          | -            | -            | -            | -            | 25       | 1      | 5           | 0          |
| M. Livaja      | 17       | 1       | 6           | 0          | -            | -            | -            | -            | 17       | 1      | 6           | 0          |
| M. Maccarone   | 37       | 13      | 4           | 0          | 1            | 0            | 0            | 0            | 38       | 13     | 4           | 0          |
| R. Maiello     | 12       | 0       | 1           | 0          | -            | -            | -            | -            | 12       | 0      | 1           | 0          |
| L. Martinelli  | 1        | 0       | 0           | 0          | 1            | 0            | 0            | 0            | 2        | 0      | 0           | 0          |
| L. Mch'edlidze | 13       | 0       | 3           | 1          | 1            | 0            | 0            | 0            | 14       | 0      | 3           | 1          |
| G. Meli        | 0        | 0       | 0           | 0          | -            | -            | -            | -            | 0        | 0      | 0           | 0          |
| N. Mosti       | 0        | 0       | 0           | 0          | -            | -            | -            | -            | 0        | 0      | 0           | 0          |
| L. Paredes     | 33       | 2       | 11          | 0          | -            | -            | -            | -            | 33       | 2      | 11          | 0          |
| A. Pelagotti   | 6        | -5      | 0           | 0          | 0            | 0            | 0            | 0            | 6        | -5     | 0           | 0          |
| A. Picchi      | 0        | 0       | 0           | 0          | -            | -            | -            | -            | 0        | 0      | 0           | 0          |
| A. Piu         | 10       | 0       | 0           | 0          | 0            | 0            | 0            | 0            | 10       | 0      | 0           | 0          |
| M. Pucciarelli | 38       | 6       | 2           | 0          | 1            | 0            | 0            | 0            | 39       | 6      | 2           | 0          |
| M. Pugliesi    | 1        | -1      | 0           | 0          | 0            | -0           | 0            | 0            | 1        | -1     | 0           | 0          |
| Ronaldo        | 3        | 0       | 1           | 0          | 0            | 0            | 0            | 0            | 3        | 0      | 1           | 0          |
| M. Rui         | 36       | 0       | 6           | 1          | 1            | 0            | 0            | 0            | 37       | 0      | 6           | 1          |
| R. Saponara    | 33       | 5       | 6           | 1          | 1            | 0            | 1            | 0            | 34       | 5      | 7           | 1          |
| F. Signorelli  | 1        | 0       | 0           | 0          | -            | -            | -            | -            | 1        | 0      | 0           | 0          |
| Ł. Skorupski   | 31       | -43     | 2           | 0          | 1            | -1           | 0            | 0            | 32       | -44    | 2           | 0          |
| L. Tonelli     | 26       | 2       | 8           | 1          | 1            | 0            | 0            | 0            | 27       | 2      | 8           | 1          |
| M. Zambelli    | 18       | 0       | 3           | 0          | 0            | 0            | 0            | 0            | 18       | 0      | 3           | 0          |
| P. Zieliński   | 35       | 5       | 6           | 1          | 1            | 0            | 0            | 0            | 36       | 5      | 6           | 1          |